# Andronikos Lampardas
Andronikos Lampardas (auch Lapardas, mittelgriechisch Ἀνδρόνικος Λαμπαρδᾶς; † nach Ende 1183/Anfang 1184 in Konstantinopel) war ein ranghoher byzantinischer Militär, der Ende 1183 gegen Andronikos I. revoltierte.

## Leben
Der Sebastos Andronikos Lampardas bekleidete unter Kaiser Manuel I. die Hofwürden eines Oikeios Vestiarites und Chartularios. Im Krieg gegen den ungarischen König Stephan III. war er einer der Generäle, die die Ungarn 1166 aus dem Norden vom Gebiet der „Tauroskythen“ (Kiewer Rus) her angriffen. 1167 befehligte er in der für Byzanz siegreichen Schlacht bei Sirmium den rechten Flügel des kaiserlichen Heeres.
Beim Feldzug gegen den Seldschukensultan Kılıç Arslan II. 1176 war Lampardas ebenfalls als Truppenführer eingesetzt. Er überlebte die verlustreiche Schlacht bei Myriokephalon, in der mehrere prominente byzantinische Generäle fielen.
Nach dem Tod Manuels I. am 24. September 1180 unterstützte Lampardas die Thronambitionen des Kaisars Johannes-Rainer und Maria Komnenes gegen die Kaiserwitwe Maria von Antiochia und deren Günstling, den Protosebastos Alexios Komnenos. Als der geplante Umsturzversuch Anfang März 1181 aufgedeckt wurde, musste Lampardas als einer der Mitverschwörer ins Exil.
Im Mai 1182 wurde Lampardas von Andronikos Komnenos, der sich gerade als Regent in Konstantinopel etabliert hatte, mit einer großen Streitmacht gegen Johannes Komnenos Batatzes gesandt, einen Neffen von Manuel I., der dem neuen Machthaber die Gefolgschaft verweigerte und in Lydien eine eigene Armee aufgestellt hatte. Lampardas unterlag den Rebellen in einer Schlacht bei Philadelphia; allerdings starb Batatzes nur wenige Tage später, so dass der Aufstand in sich zusammenbrach.
Im Oktober des folgenden Jahres hielt Andronikos Lampardas zusammen mit Alexios Branas die byzantinischen Grenzfestungen Veligradon (Belgrad) und Braničevo gegen die Bedrohung durch die Ungarn und Serben. Die Nachricht von der Ermordung des jungen Kaisers Alexios II. entzweite die beiden Generäle: Während Branas das Verbrechen angeblich guthieß, stellte sich Lampardas nun gegen den hierfür verantwortlichen Andronikos I. Er setzte sich nach Kleinasien ab, um eine Racheaktion gegen den tyrannischen Herrscher zu organisieren, wurde aber Ende 1183 oder Anfang 1184 in Adramyttion gefasst. Andronikos I. ließ den Rebellen blenden und in das Christos-Pantepoptes-Kloster in Konstantinopel stecken, wo er bald darauf gestorben sein dürfte.